# خدنگ دم‌حلقه‌ای
خدنگ دم‌حلقه‌ای (نام علمی: Galidia elegans) نام یک گونه از تیره گربه‌زبادان ماداگاسکار است.